# Iota Hydrae
Iota Hydrae (ι Hya, ι Hydrae) è una stella della costellazione dell'Idra di magnitudine apparente +3,91, distante 263 anni luce dalla Terra.

## Osservazione
ι Hydrae è una stella dell'emisfero australe, ma la sua prossimità all'equatore celeste le consente di poter essere osservata da tutte le aree abitate della Terra. D'altra parte questa vicinanza all'equatore celeste fa sì che essa sia circumpolare solo nelle regioni vicine al polo sud terrestre. Essendo di magnitudine +3,91 la si può scorgere anche dai piccoli centri urbani, sebbene un cielo non eccessivamente inquinato sia maggiormente indicato per la sua individuazione.
Il periodo migliore per la sua osservazione ricade nei mesi primaverili dell'emisfero boreale, che equivale alla stagione autunnale dell'emisfero australe.

## Caratteristiche fisiche
Iota Hydrae è una gigante arancione di tipo spettrale K2,5III, avente un raggio 33 volte quello solare, una temperatura superficiale di 4250 K circa, e una luminosità oltre 300 volte quella del Sole. La presenza di elementi più pesanti dell'elio, chiamata metallicità, è inferiore a quella del Sole, con un'abbondanza dell'80% rispetto a quella della nostra stella.
ι Hydrae è una sospetta variabile, con un'oscillazione della sua magnitudine da 3,87 a 3,91, e in quanto tale, riceve la denominazione provvisoria delle stelle variabili NSV 4568.
Nel Catalogo BS la stella viene classificata di tipo K2,5III-IIIbBa0,3, per cui è stato suggerito che essa faccia parte di un sistema binario dove la seconda componente sarebbe un'invisibile nana bianca.